# Arnaud Nsemen
Arnaud Nsemen (ur. 10 czerwca 1987 w Bamendzie) – kameruński piłkarz, grający jako środkowy napastnik. Od 2017 roku wolny gracz.

## Klub

### Początki
Zaczynał karierę w Yong Sports Academy.

### Chabab Rif Al Hoceima
1 lipca 2011 roku przeniósł się do marokańskiego Chabab Rif Al Hoceima. W tym zespole debiut zaliczył 25 sierpnia 2011 roku w meczu przeciwko FAR Rabat (0:0). Zagrał cały mecz. Pierwsze bramki strzelił miesiąc później w meczu przeciwko Hassania Agadir (5:0). Do siatki trafiał w 8. i 41. minucie. Pierwszą asystę zaliczył 8 stycznia 2012 roku w meczu przeciwko Maghreb Fez (porażka 1:2). Asystował przy golu Abdessamada El Moubarkiego w 4. minucie. Łącznie zagrał 20 meczów, strzelił 7 goli i miał jedną asystę.

#### Kuwait SC (wypożyczenie)
1 stycznia 2012 roku został wypożyczony do Kuwait SC. Zagrał dwa mecze w Pucharze AFC i strzelił dwa gole.

### Powrót do ojczyzny
13 lipca 2013 roku został zawodnikiem Canon Jaunde. 1 stycznia 2014 roku przeniósł się do Les Astres FC. 1 stycznia 2016 roku (po roku na bezrobociu) powrócił do Jaunde. Od 1 stycznia 2017 roku jest wolnym graczem.